# Ghasi Geshe Tseringpo
Ghasi Geshe Tseringpo (tibétain : ག་ཟི་དགེ་བཤེས་ཚེ་རིང་པོ, Wylie : ga zi dge bshes tshe ring po), né en 1973 dans le Gonjo, région autonome du Tibet, est un moine tibétain qui représenta la tradition sakyapa du bouddhisme tibétain en tant que député au Parlement tibétain en exil de 2006 à 2011.

## Biographie
Tseringpo est né dans la famille Bhong Rating Gazi Salu Tsang au Gonjo, dans le Do-Kham en 1973. À l'âge de 12 ans, il est devenu moine au monastère de Thang Pal-Kya, où il a obtenu un prix pour les cours de rituel et la mémorisation de texte. Par la suite, il s'est inscrit au collège de Thupten Choekhor Ling Thang-Kya pour y étudier des textes canoniques de la philosophie bouddhiste. Il a étudié les soutras et mantras au collège Kham-Je du Dzongsar shedra et y a obtenu un diplôme d'excellence. Il a reçu les enseignements et initiations de textes tels que les Tantra et le Lamdré de savants et rinpochés comme Ngor Sharchen Luding Jamyang Tenpai Nyima, Pal Sakya Khenchen Jamyang Losel Sangpo, Tsarpa Khenchen Tsultrim Gyaltsen et le 10e abbé de Dzongsar, Khenpo Pema Damchö.
Il a également été un administrateur, disciplinaire en charge et représentant de son monastère dans le Kham, au Tibet. En 2003, il s'est exilé et a étudié deux années au collège de Dzongsar à Chauntra (en) en Inde. En 2006, il a été élu à la  14e Assemblée tibétaine du Parlement tibétain en exil en tant que représentant de l'école sakyapa du bouddhisme tibétain. Il est Secrétaire du Comité sur la religion et la culture de l'ACT et membre du comité Jonangpa.